# Acordo de performance
Acordo de performance é um acordo de seguridade feito por uma companhia de seguros ou um banco para garantir que um projeto seja completo satisfatoriamente por um contratado.
Um serviço que requer pagamento e acordo de performance geralmente requer um processo de licitação. Quando o serviço é dado à oferta vencedora, os acordos de pagamento e performance são requeridos como forma de garantir a seguridade do término do serviço.
Por exemplo, um contratante pode querer assinar um acordo de performance em favor de um cliente para o qual está construindo um prédio. Se o contratante falhar em construir o prédio de acordo com as especificações dadas no contrato, o cliente tem compensação garantida para qualquer perda financeira até o valor do acordo de performance.
Acordos de performance são comumente usados em construções e reformas de propriedade imobiliária, nas quais o dono pode requerer que a empreiteira ou trabalhador contratado faça acordos para garantir que o valor do trabalho não seja perdido em caso de incidentes (como falência do contratado). Em outros casos, um acordo de performance pode ser requerido para outras grandes empreitadas que não sejam projetos de construção. Outro exemplo é o uso em compra de commodities, para as quais o comprador faz um acordo com o vendedor, que assegura a entrega e que, em caso de falha, assume do dever de dar ao comprador as devidas compensações de suas perdas financeiras.
Em geral os acordos de performance são assinados juntamente com acordos de pagamento, garantindo também que o contratante vai arcar com as despesas de pessoal e material.
No Estados Unidos, devido ao Ato Miller, de 1932, todas as obras de construção contratadas pelo Governo Federal devem conter acordos de performance e de pagamento.
Custo de um acordo de performance: companhias calculam o prêmio para seus acordos baseadas em três critérios principais: tipo de acordo, valor do acordo e risco da aplicação.
Tipo de acordo: a companhia recebe informações do histórico de ambas as partes. Com o tempo, é possível para os analistas determinar o nível de segurança e risco da aplicação. Se uma determinada parte, por exemplo, já respondeu por muitas quebras de acordo, então o valor pago aos aplicadores será maior.
Valor do acordo: cada tipo de caso tem uma faixa de valor predeterminado. A partir daí, as empresas de seguro se baseiam no risco para calcular o valor do acordo.
Risco da aplicação: empresas de seguro tentam prever o risco que a aplicação representa. As de maior risco pagam mais. Uma vez que as empresas estão fazendo um trato de garantia de um trabalho futuro, devem formar uma visão clara do histórico dos indivíduos. 
Acordos de performance existem desde aproximadamente 2.750 AC, e os romanos já tinham algumas leis de seguridade por volta de 150 DC.